# Boeing YB-40 Flying Fortress
Il Boeing YB-40 Flying Fortress era un quadrimotore ottenuto modificando il bombardiere statunitense B-17 Flying Fortress, convertendolo in un aereo pesantemente armato da utilizzare come scorta degli altri bombardieri durante l'ultimo periodo della seconda guerra mondiale. All'epoca del suo sviluppo, caccia a lungo raggio come il North American P-51 Mustang non erano ancora entrati in produzione in grosse quantità e non ve ne erano quindi disponibili per scortare le missioni di bombardamento durante tutto il tragitto dalla Inghilterra alla Germania e ritorno.

## Storia

### Sviluppo
Nel corso della seconda guerra mondiale, l'8th Air Force dell'USAAF di stanza in Inghilterra, partecipò ai bombardamenti strategici contro le città tedesche compiuti dalle forze aeree alleate. Le grandi distanze dagli obiettivi in profondità nel territorio delle forze dell'Asse, erano compatibili con l'autonomia dei bombardieri pesanti dell'epoca, ma non con quella dei caccia che avrebbero dovuto scortarne le formazioni. Si rese quindi necessario progettare appositamente dei caccia a lungo raggio, ma in attesa che fossero disponibili si pensò anche ad una soluzione alternativa che potesse essere relativamente semplice e veloce da attuare.
Nel 1942, l'USAAF autorizzò la progettazione, in collaborazione tra Boeing e Vega Aircraft Company (sussidiaria della Lockheed Corporation) di versioni pesantemente armate e corazzate dei bombardieri Boeing B-17 Flying Fortress già in servizio. Tali versioni dovevano disporre di una potenza di fuoco tale da costituire una seria minaccia per i caccia nemici. La realizzazione del prototipo, designato Project V-139, venne autorizzata nello stesso anno e la costruzione iniziò nel mese di settembre, convertendo il secondo esemplare di B-17F (B-17F-1-BO) che la Vega Aircraft produceva su licenza. Il 10 novembre il modello, con designazione ufficiale XB-40, volò la prima volta, confermando la fattibilità in tempi ristretti del progetto. Il primo ordine per la fornitura di 13 esemplari in realtà era già stato emesso in ottobre, e ne seguì un secondo per altri 12 esemplari effettuato nel gennaio 1943, incaricando delle trasformazioni la Douglas Aircraft presso i propri stabilimenti di Tulsa, in Oklahoma. Il primo esemplare di serie venne completato a fine marzo 1943.
Venne ordinata una fornitura di 20 esemplari per i test di servizio operativo, designazione aziendale Vega Project V-140, designazioni convenzionali USAAF YB-40 nel ruolo di caccia di scorta e TB-40 in quello di addestramento. Avendo Vega delle priorità nella produzione di altri progetti, l'assemblaggio dei YB-40/TB-40 venne trasferito alla Douglas.

### Impiego operativo

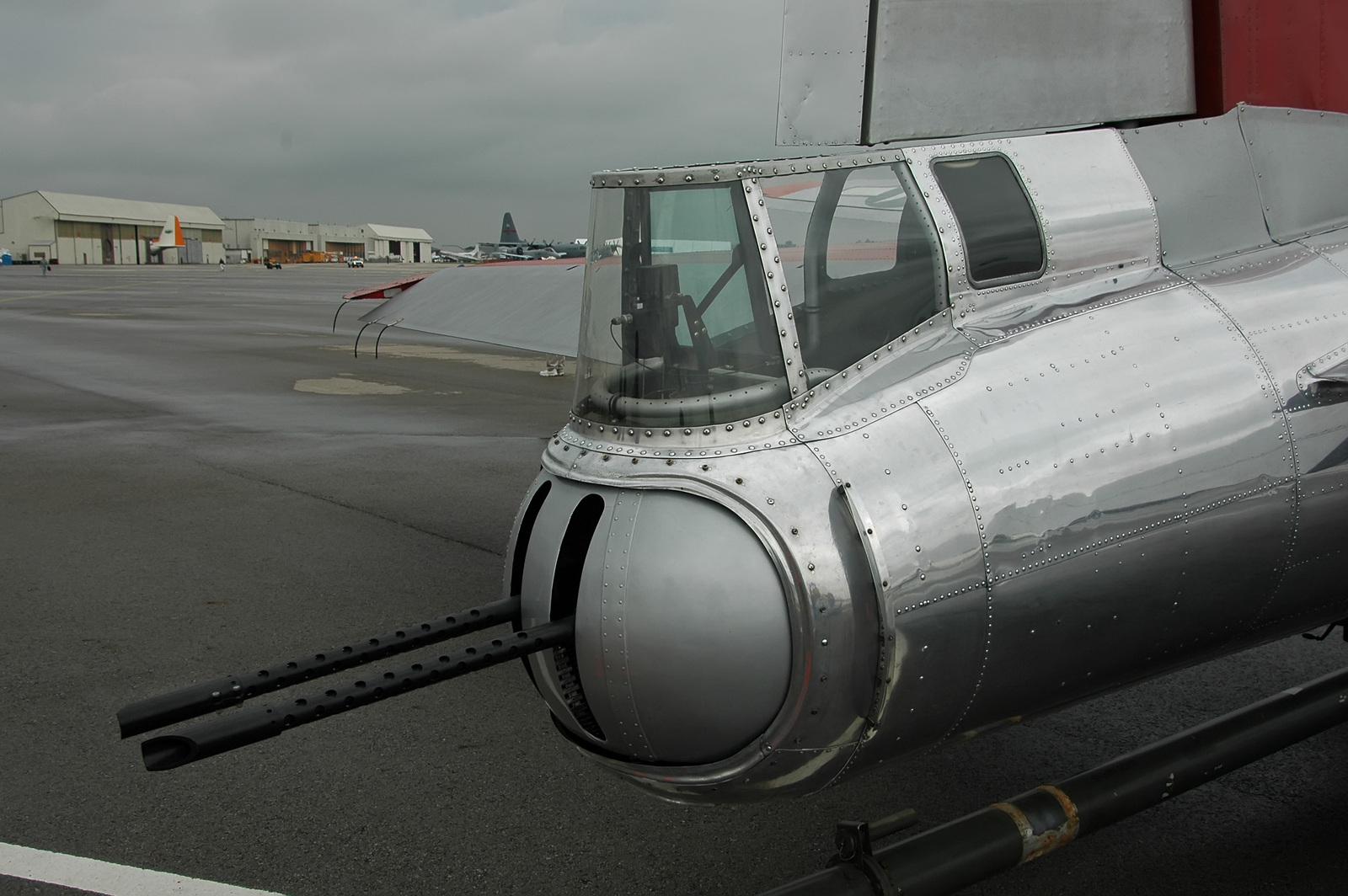
Una torretta di coda cosiddetta "Cheyenne", dal nome dello stabilimento dove per prima venne installata e successivamente adottata anche dai bombardieri Boeing B-17 Flying Fortress a partire dalle varianti G

Come accennato il compito degli YB-40 era la massiccia copertura di fuoco contro gli attacchi della caccia tedesca durante le missioni di bombardamento, sia nella fase di avvicinamento all'obiettivo, sia in quella di rientro alla base in Inghilterra. Durante il reale impiego operativo, però, si riscontrò che gli YB-40 non riuscivano a eguagliare le prestazioni dei B-17 Flying Fortress che scortavano, sia quando questi erano carichi di bombe sia, tantopiù, quando le avevano sganciate.
Dei 13 esemplari dell'ordine iniziale uno fu danneggiato dall'atterraggio forzato sull'isola di Lewis, nelle Ebridi Esterne, mentre era in volo di trasferimento dagli USA ed i rimanenti 12 vennero assegnati al 92nd Bomb Group (H) con sede in Inghilterra, in seguito ridesignato 327th Bomb Squadron.
Tra il 29 maggio ed il 16 agosto 1943, l'YB-40 decollo per 14 delle 19 missioni di combattimento previste dall'Eighth Air Force, ma ne completò solo 13 poiché nella missione del 26 giugno tutti gli YB-40 assegnati non riuscirono ad entrare in formazione con i bombardieri e furono costretti a fare ritorno alla base.
Furono 48, delle 59 previste, le partecipazioni alle 13 missioni effettivamente scortate (dato riferito al totale delle presenze complessive dei velivoli), e agli YB-40 vennero accreditati 5 abbattimenti certi più due probabili, contro un solo YB-40 abbattuto dalla contraerea tedesca il 22 giugno e caduto ad Hüls. Nelle ultime 5 incursioni venne modificata la formazione di attacco, con l'utilizzo contemporaneo di due YB-40 in testa per meglio proteggere il comandante.
Nonostante l'effettivo fallimento del progetto nel ruolo operativo assegnato, l'YB-40 ha introdotto alcune importanti modifiche che verranno integrate direttamente sulla produzione degli ultimi sviluppi sostanziali del B-17, il B-17F e il B-17G (fondamentali quelle che accrebbero la potenza di fuoco a prua, inizialmente non adeguata a contrastare i devastanti attacchi frontali dei caccia tedeschi):
- l'introduzione della Torretta Bendix (Chin turret) anteriore, adottata anche nel B-17F.
- la postazione Offset waist.
- la postazione per il mitragliere di coda migliorata, diffusamente soprannominata "Cheyenne" dopo l'intervento presso il Cheyenne Modification Center.

## Descrizione tecnica
Il velivolo si differenziava visivamente da un B-17 standard per l'adozione di una seconda torretta dorsale posizionata dove la versione da bombardamento ospitava il compartimento radio, cioè appena dietro al compartimento bombe e prima della torretta Sperry a bolla ventrale. Le singole mitragliatrici Browning M2 da 12,7 mm (.50 in), originariamente adottate per ogni postazione difensiva, vennero sostituite da un sistema M2 binato, simile a quello presente in coda. Inoltre sotto il muso del velivolo, in luogo dell'apparecchiatura del puntatore delle bombe, venne collocata una torretta Bendix, anch'essa dotata di due mitragliatrici Browning da 12,7 × 99 mm.
Le "cheek", mitragliatrici posizionate su ambo i lati della fusoliera all'altezza del vano bombe, inizialmente rimosse dalla configurazione, vennero ripristinate in Inghilterra, riportando il totale a 16 mitragliatrici in 8 postazioni, ed utilizzando il vano bombe come deposito per le munizioni. Vennero inoltre posizionate delle piastre a protezione delle postazioni dei mitraglieri. Il velivolo a pieno carico superava di circa 4000 lb (circa 1800 kg) il peso di un B-17 completamente equipaggiato, il che si traduceva in una maggiore difficoltà a raggiungere la quota di crociera di 20000 ft (6096 m), 48 minuti contro i 25 minuti di un B-17F, e una minore velocità massima. Le prestazioni inferiori erano dovute in parte al maggior peso dell'equipaggiamento ed in parte alla maggiore resistenza aerodinamica offerta dalle postazioni di difesa supplementari.

## Utilizzatori
Stati Uniti
- United States Army Air Forces

## Velivoli comparabili
Stati Uniti
- Consolidated XB-41 Liberator